# John Bodley
John Edward Courtenay Bodley (født 6. juni 1853 i Hanley, død 28. maj 1925 i Cuckfield) var en engelsk historisk forfatter.
Bodley studerede først i Oxford, senere jura ved Inner Temple. Han har været medlem af forskellige kommissioner, navnlig angående sociale spørgsmål. Bodley har i mange år boet i Frankrig for at studere dette land og dets institutioner; som resultat af disse studier offentliggjorde han 1898: France, bind 1 The Revolution and Modern France, bind II The Parliamentary System (fransk udgave 1901). Efter opfordring af kong Edvard VII skrev han: The Coronation of Edward VII, a Chapter of European and Imperial History (1903).